# Psilostrophe
Genre
Psilostrophe est un genre de plante à fleurs de la famille des Asteraceae.

## Liste d'espèces
Selon ITIS :
- Psilostrophe bakeri Greene
- Psilostrophe cooperi (Gray) Greene
- Psilostrophe gnaphaliodes DC.
- Psilostrophe sparsiflora (Gray) A. Nels.
- Psilostrophe tagetina (Nutt.) Greene